# Kavala (riba)
Kavala (Sciaena umbra), pripada obitelji sjenka (Sciaenidae). Ostali hrvatski nazivi za ovu ribu su: konj, krap, kavalin, kurben, škrap, kaval, hrb i dr.
Kavala naraste u dužinu do 52 cm i dosegne težinu do 4 kilograma. Tijelo joj je povišeno s visokim trupom, postrance je spljošteno. Ima poveću glavu i velike i čvrste ljuske. Boje je tamnosmeđe s gornje strane a postrance sa zlatkastim odsjevima. Dolje je žutosrebrnkaste boje, često s tamnim točkama.
Mrijesti se od svibnja do srpnja. Nalazimo je na dubini od 10 do 50 metara na stjenovitom priobalju koje je obraslo algama. Živi u manjim jatima i po prirodi je dosta plaha riba. Kavala ne voli mutne i hladne vode, a osjetljiva je i na zagađenje. Hrani se sitnom ribom, mekušcima i rakovima. Pripada životnoj zajednici bentosa. Nalazimo je uzduž cijelog Jadrana a nešto je brojnija uz obalu srednjeg Jadrana.

## Vanjske poveznice
|  | Zajednički poslužitelj ima stranicu o temi Sciaena umbra    |
|  | Zajednički poslužitelj ima još gradiva o temi Sciaena umbra |
|  | Wikivrste imaju podatke o taksonu Sciaena umbra             |

- S. umbra